# Juncus chrysocarpus
Juncus chrysocarpus är en tågväxtart som beskrevs av Franz Georg Philipp Buchenau. Juncus chrysocarpus ingår i släktet tåg, och familjen tågväxter. Inga underarter finns listade i Catalogue of Life.